# Yocventana
Yocventana är en ort i Mexiko.   Den ligger i kommunen Chenalhó och delstaten Chiapas, i den sydöstra delen av landet, 700 km öster om huvudstaden Mexico City. Yocventana ligger 1 034 meter över havet och antalet invånare är 155.
Terrängen runt Yocventana är bergig åt nordost, men åt sydväst är den kuperad. Yocventana ligger nere i en dal. Runt Yocventana är det ganska tätbefolkat, med 134 invånare per kvadratkilometer. Närmaste större samhälle är Simojovel de Allende, 18,7 km norr om Yocventana. I omgivningarna runt Yocventana växer i huvudsak städsegrön lövskog.